# Galsan Tschinag

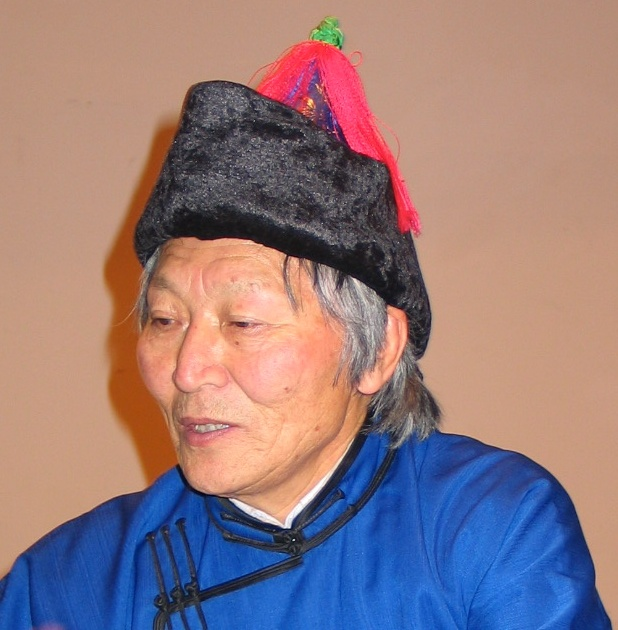
Galsan Tschinag

Galsan Tschinag (Чинаагийн Галсан, Cinaagiin Galsan), născut ca și Irghit Șînîkbai oglu Ciuruk-Uvaa, (n. 26 decembrie, 1944 în Bajan-Ölgii-Aimag, Mongolia - ...) este un autor mongol de romane, poeme și eseuri pe care le-a scris în limba germană.